# Chrysopilus obscuratus
Chrysopilus obscuratus är en tvåvingeart som beskrevs av de Meijere 1914. Chrysopilus obscuratus ingår i släktet Chrysopilus och familjen snäppflugor. Inga underarter finns listade i Catalogue of Life.